# Entschuldigungstatbestandsirrtum
Entschuldigungstatbestandsirrtum (auch Entschuldigungstatumstandsirrtum) ist die irrtümliche Annahme in Wirklichkeit nicht vorhandener Umstände, die die Tat entschuldigen. Der Täter geht von einem falschen Sachverhalt aus, nicht aber von einer falschen rechtlichen Bewertung.
Der Entschuldigungstatumstandsirrtum ist gesetzlich geregelt für den Fall des entschuldigenden Notstands, § 35 Abs. 2 StGB, andere Entschuldigungsgründe gelten analog. Ist der Irrtum unvermeidbar, so ist der Täter straflos. Ist der Irrtum vermeidbar, so greift eine obligatorische Strafmilderung ein.
Der Entschuldigungsnorm- oder Entschuldigungssubsumtionsirrtum oder auch einfach Entschuldigungsirrtum ist davon zu unterscheiden. Hier irrt der Täter nicht über tatsächliche Umstände der Tat (falscher Sachverhalt), sondern über die Auslegung einer Entschuldigungsnorm (falsche rechtliche Bewertung). Ein solcher Irrtum ist für die Strafbarkeit unbeachtlich.

## Andere strafrechtlich relevante Irrtümer
- Erlaubnisirrtum
- Tatbestands- bzw. Tatumstandsirrtum
- Erlaubnistatbestandsirrtum
- Verbotsirrtum